# Lüstrieren
Lüstrieren ist ein in der Textilindustrie eingesetztes Appreturverfahren, welches Garnfäden eine glatte, glänzende Oberfläche verleiht. Das Lüstrieren besteht in einem Überziehen des Fadens mit Paraffin, Dextrin oder einer Gummilösung, der die Fasern niederhält.  Durch die Behandlung mit Stahlwalzen und Bürsten wird ein erhöhter Glanz hervorgebracht. Das Lüstrierverfahren wird beispielsweise bei der Produktion von Eisengarn verwendet.